# سكوت أمبلر
سكوت أمبلر هو مهندس ومؤلف كندي، ولد في 14 يونيو 1966.